# 磁気浮上

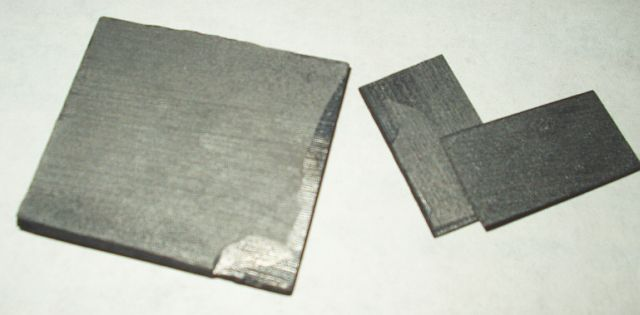
熱分解炭素のシート

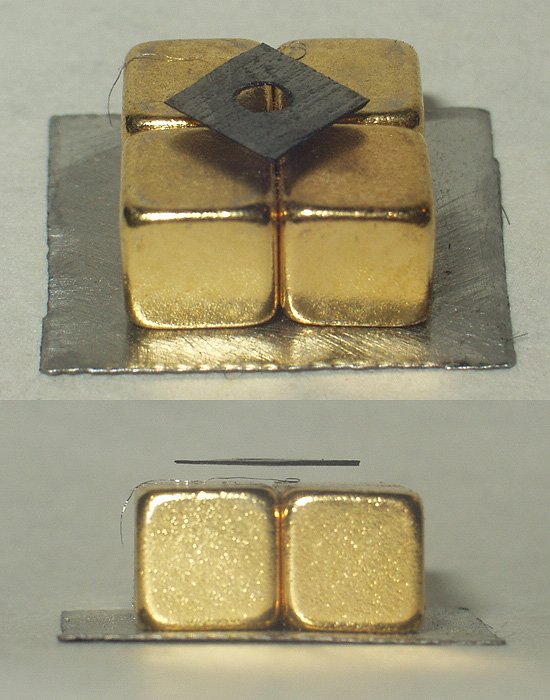
熱分解炭素の磁気浮上

磁気浮上（じきふじょう、英: Magnetic levitation, maglev, magnetic suspension）は、磁力のみによって物体を空中浮揚させる方法を指す。マグレブとも。重力に抗する力として電磁気力が用いられる。
いくつかの場合には、浮上のための力としては磁気浮上を用いるものの安定化のために微小な力を加える支持機構が用いられる。これは擬似磁気浮上（英: pseudo-levitation）と呼ばれる。
磁気浮上式鉄道、磁気軸受、商品展示などに用いられる。

## 安定性
アーンショーの定理により、静的・巨視的・「古典的」な電磁場のみによる安定な浮上は実現できない事が証明されている。物体に加わる重力や静電場・静磁場からの力をどのように組み合わせても、物体の位置は不安定となる。しかし、実用的な浮上を実現するための可能性はいくつかある。例えば、電気回路による安定化や反磁性の利用などである。

## 方法
磁気浮上にはいくつかの方法がある。磁気浮上式鉄道に用いられる代表的な方法は、サーボ安定化電磁吸引支持方式、電磁誘導浮上支持方式、そして（将来的には）インダクトラックである。

### 束縛機構（擬似磁気浮上）
わずかな数の安定化用機構によって、擬似磁気浮上は比較的容易に実現できる。
（例えば糸などの）1つの鉛直な軸上に2個の磁石を束縛し、互いに強く反発し合うようにすると、片方が他方の上に浮上することになる。
別の例としては、ジッペ式遠心分離機（英: Zippe-type centrifuge）が挙げられる。これは、磁石の下に磁力で吊り下げられた円柱を下から針状の軸受けで支えた構造となっている。

### 反磁性による直接の浮上

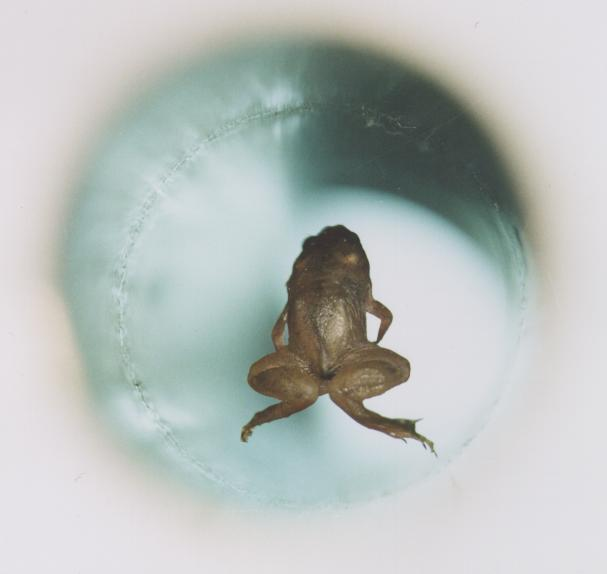
鉛直に置かれた内直径 32 mm の Bitter 電磁石（Bitter electromagnet）内で浮上する生きたカエル。磁束密度は約 16 T である。オランダ・ナイメーヘンの High Field Magnet Laboratory による。動画は Direct link to video にある。

反磁性体は磁場に反発する。どんな物質でも反磁性を有しているものの、その効果は非常に弱いため、通常はより強く異なった効果を持つ常磁性や強磁性によって打ち消される。3種類の磁性のうち反磁性が最も強いものであれば何でも（力は通常それほど強くないものの）磁石に反発する。
アーンショーの定理は反磁性体には適用されない。通常の磁性とは逆の性質は、比透磁率 μr が μr < 1 となっているために起こる。
反磁性による浮上は、熱分解炭素やビスマスの非常に軽い小片を適度に強い永久磁石の上に浮上させるのに用いることができる。水は反磁性の効果が強いため、同様の方法で水滴や、バッタやカエルなどの生物を生きたまま浮上させることさえできる（ちなみにこの実験は、そのユーモラスさから2000年にイグノーベル賞を受賞している）。ただし、そのために必要な磁場の強さは非常に大きく、典型的には 16 T 程度であり、実験装置の近くに強磁性体があると大きな問題を引き起こす。
反磁性による浮上のための条件は {\displaystyle {\frac {d\mathrm {B_{z}} }{dz}}\mathrm {B_{z}} \geqq {\frac {\mu _{0}\,\rho }{\chi }}g} である。ただし、
- {\displaystyle \mu _{0}} は真空の透磁率
- {\displaystyle \chi } は磁化率
- {\displaystyle \rho } は物体の密度
- {\displaystyle g} はその地点での重力加速度の大きさ（地球上では約 -9.8 m/s2 ）
- {\displaystyle \mathrm {B_{z}} } は磁束密度の鉛直上向き方向成分の大きさ
- {\displaystyle {\frac {d\mathrm {B_{z}} }{dz}}} は{\displaystyle \mathrm {B_{z}} }の鉛直上向き方向の変化率

である。
鉛直方向に向けられた筒型電磁石による理想的な場合を考えると、
- 水は {\displaystyle {\frac {d\mathrm {B_{z}} }{dz}}\mathrm {B_{z}} \gtrsim 1400\ \mathrm {T^{2}/m} }
- グラファイトは {\displaystyle {\frac {d\mathrm {B_{z}} }{dz}}\mathrm {B_{z}} \gtrsim 375\ \mathrm {T^{2}/m} }

でそれぞれ浮上する。

### 超電導体
超電導体はマイスナー効果により「完全反磁性体」（μr = 0）を示し、外部からの磁場を完全に排斥するため浮上する。さらにピン止め効果によって安定に静止する。この原理は、超電導軸受、フライホイールなどに利用される。
超電導リニアでは、高速走行時に地震などがあっても安全な浮上高と軌道とのクリアランスを確保するために、強力な磁力を必要とすることから、超電導電磁石を採用している。マイスナー効果による浮上ではない。

### 反磁性による安定化
永久磁石は、強力な永久磁石と強い反磁性体との様々な配置方法によって安定に浮上させられる。超電導電磁石を用いる場合、永久磁石の浮上は人間の指の水分による僅かな反磁性によってさえ安定化できる。

### 回転による安定化
環状磁石がつくるトロイダル磁場の中で磁石を回転させることでジャイロスコープのように安定化させると反発浮上させることができる。ただし、これは歳差の周期が遅くなってある閾値を下回るまでの間しか続かず、安定領域は空間的にも歳差周期の面でも非常に狭い。この現象を最初に発見したのはアメリカ合衆国バーモント州の発明家 Roy Harrigan であり、それに基づいた磁気浮上装置の米国特許を1983年に取得している。このメカニズムにより、回転による安定化を用いたいくつかの製品（空中を浮遊する独楽玩具として商品化されたものでは、レビトロン（英: Levitron）やU-CAS（ユーカス）など）がある。大学等の研究施設向けに、一般向けの商品とするには安全上の観点から強力過ぎる磁石を用いた非商用の装置も作られた。

### サーボ機構
強さが一定の磁石による引力は、距離が離れると弱まり近づくと強まる。このような系は「不安定」と呼ばれる。安定な系とするには、その逆に、安定点からずれると元の位置に戻そうとする力が働く必要がある。
安定な磁気浮上は、物体の位置と速度とを測り、その動きを補正するようにいくつかの電磁石を調整し続けるようなフィードバック・ループを用いることで実現され、したがってサーボ機構によるものとなる。
この種の機構を用いた系の多くは、重力に逆らって磁力で物体を引き上げる方式とすることである程度自然に鉛直方向の安定性が得られることを利用している。また、いくつかは磁石の引力と斥力の組み合わせを用いて物体を押し上げている。
これは電磁吸引支持方式（英: Electromagnetic suspension, EMS）と呼ばれる。
非常に単純な例として、磁気浮上を卓上で披露するのにこの原理が用いられる場合があり、物体が光線を遮ることで位置が測られる。浮上させられる物体の上方に置かれた電磁石は、物体が近づきすぎるとスイッチがオフになり、落下して離れ過ぎるとオンに戻る。この様な単純な系はそれほどロバストではなく、はるかに効率的な制御系が他にあるものの、基本的な概念は上記のように説明される。
電磁吸引支持方式の鉄道車両の浮上はこの種の方法に基づく。車両はレールを包み込んでおり、車体の下部で引き上げられる。サーボ制御によりレールとの距離は安全に一定に保たれる。

### 誘導電流・渦電流
電磁誘導浮上支持方式（英: ElectroDynamic Suspension System, EDS）と呼ばれることもある。

#### 導体と磁石との相対的運動
銅・アルミニウム・銀などの良導体を磁石のそばで動かすと、磁場の変化を妨げ磁石に反発するような逆向きの磁場を作る向きの渦電流が導体内に流れる（レンツの法則）。動きが十分速い場合、保持された磁石は導体の上で浮上する。あるいは逆に磁石の上に導体を浮かせることもできる。
技術的に特に興味深いのは、棒状永久磁石1個の代わりにハルバッハ配列（英: Halbach array）を用いた場合である。その場合、磁場の強さがほぼ2倍になり、結果として渦電流の大きさもほぼ2倍になり、全体として浮上力は3倍よりも大きくなる。2つの逆向きのハルバッハ配列を用いると磁場は更に強くできる。
ハルバッハ配列はジャイロスコープやモーターや発電機の回転軸にも適している。

#### 交流電磁場
交流電流を流した電磁石の上に導体を（または導体の上に電磁石を）浮上させることができる。導体中に発生する渦電流によって通常のどんな導体でも反磁性体のように振る舞う。渦電流は元となる磁場に反発するような磁場を作るため、導体は電磁石と反発する。
この効果が起こるためには、導体がアルミニウムや銅などの強磁性でない良導体である必要がある。強磁性体は電磁石に強く引き寄せられ、また抵抗値が高く渦電流が弱くなる傾向がある。
この効果は、手品のタネとしてアルミニウム板を仕込んだ電話帳を空中浮遊させる仕掛けなどに使われることがある。

### 強収斂
アーンショーの定理は厳密に静磁場にのみ適用される。交流磁場は、純粋に引き合う向きのみの場が変動している場合でも、安定性の元となるとともに磁場中を通る経路を限定し、浮上効果を与えうる。
この効果は粒子加速器で荷電粒子を浮上させ閉じ込めるのに使われる。また、磁気浮上式鉄道への応用も提案されている。

## 難点
磁気浮上技術の大半はさまざまな複雑な問題点を抱えている。
- 能動的浮上方法の多くは安定な領域が非常に狭い。
- そもそも磁場は振動を排除するようになっていない。このため物体が安定領域から外れる原因となる振動モードが存在しうる。渦電流は導体が適切な形状であれば安定となる。また、その他の機械的・電気的な防振技術が使われる場合もある。
- 重量物を持ち上げるには、必要な磁場を電磁石で作るために大電力・大電流が要求される。
- 超電導は極低温を必要とし、ヘリウム冷却が使われる場合も多い。

## 用途
磁気浮上式鉄道や磁気軸受等で使用される。一部を除いて実用化された例は限られている。また、免震装置としての研究も進められている。

### 利用例
- 磁気浮上式鉄道
- 磁気軸受
- フライホイール
- 遠心分離機

## 歴史
- 1839年 アーンショーの定理が静電場による浮上は不可能であると証明し、後に他者によって静磁場による浮上にもこの定理の適用が拡大された。
- 1912年 エミール･バチェット (英: Emile Bachelet)は1912年3月に電磁式浮上システムによる"浮上式輸送装置” (特許番号. 1,020,942)の特許を取得した。
- 1934年 ヘルマン・ケンペル (独: Hermann Kemper)は“無車輪式モノレール”の特許を取得した。ドイツ特許番号 643316
- 1939年 Braunbeck達は反磁性体で磁気浮上が可能である事を示した。
- 1961年 ジェームズ・ポーウェルとBNLの同僚のゴードン・ダンディーは超伝導磁石によって電磁式浮上を行った。
- 1970年代にRoy M. Harriganによって 回転安定式磁気浮上（Harrigan top）が出来た。
- 1974年 マグネティック・リバーがEric Laithwaiteと他者によって開発された。
- 1979年 トランスラピッドが乗客を輸送した。
- 1984年 低速の磁気浮上車両がバーミンガムでEric Laithwaiteと他者によって設置された。
- 1999年 永久磁石を使用した磁気浮上であるインダクトラックがゼネラルアトミック社によって開発された。
- 2000年 アンドレ・ガイムは生きた蛙を反磁性によって浮上させ、イグノーベル賞を受賞した。